# 越南现代史年表
越南现代史年表是1945年以后的越南历史年表。
- 1945/08/15：日本宣布无条件投降。
- 1945/08：胡志明发动总起义，八月革命开始。
- 1945/09/02：建立越南民主共和国。
- 1945/09/12：法国军队乘英国战舰登陆西贡。
- 1945/10：法国推举阮朝第十三代皇帝保大为越南总统。
- 1946/11：法国再加派二万名士兵登陆越南。
- 1946/12：法军向北部进攻，河內失守。
- 1950/01：胡志明到访中国，並向中共要求军事援助。
- 1950/07：中共军事顾问团，进驻越南，协助北越军的军事训练。
- 1954/03：奠边府战役发生。
- 1954/07/21：法国签署日內瓦協議而撤出中南半岛。南北越南正式分开。
- 1954/09：美国军事顾问团进驻越南。
- 1955：吳廷琰发动政变推翻保大，建立越南共和国。
- 1960：吴氏政府向美国要求军事援助。第一批美军直升机部队进驻南越。
- 1963/11/01：南越政府军发动军事政变，军队攻占领在总統府后及翌日处决吴氏兄弟。
- 1964/08/04：东京湾事件发生。美军向北越进行空袭。
- 1965/03/08：首批美国海军陆战队，登陆越南。
- 1965/04：胡志明要求中共加派士兵进驻北越，对抗美国及南越政府军。中共成立「中共援越部队」。「中共援越部队」，一、二及三分队，分別进驻北越（东北部），作中共的先头部队，部队开辟道路连接中国及北越物资支援。中共防空炮部队进驻北越。美军驻越人数多达三十万士兵，而南越军己扩展至五十万士兵。
- 1970/02：美、越政府在巴黎展开秘密和谈会议。尼克森总统访华。
- 1973/03/29：美国政府下令，美军陆续撤出越南。
- 1975/03/04：北越军向南越军发动总攻击。南越政府军先后於順化、岘港等地失守。
- 1975/04/23：美国总统杰拉尔德·福特正式宣佈越战结束。
- 1975/04/26：北越軍發動大反攻，大举进攻西贡。
- 1975/04/30：最后一批美国使馆人员撤出越南，同時北越政府和南越叛軍游擊隊宣布占领西贡。越南共和国消灭。
- 1975/05/01：越南南方共和國成立。
- 1976/07/02：越南社会主义共和国成立。
- 1977/09/20：越南加入联合国。
- 1978/11/03：苏联越南签署友好条约。
- 1978/12/25：越南军进柬埔寨（第三印度支那战争）。
- 1979/02/17：人民解放军进攻越南北部。中越战争爆发。
- 1986/12/15：越南宣布革新政策。
- 1989/09/26：越南军撤出柬埔寨。
- 1991/10/23：签署柬埔寨和平巴黎协议。
- 1991/11/05：中越国交正常化。
- 1994/11/19：江泽民访问越南。
- 1995/07/11：美越国交正常化，建立大使级外交关系。此前一年，美国解除对越南贸易禁运。
- 1995/07/28：越南加入东盟。
- 1997/09/24：陳德良当选国家主席。
- 2000/11/16：美国总统比尔·克林顿访问越南。
- 2001/04/22：农德孟当选越南共产党中央委员会总书记。
- 2002/02/27：江泽民第二次访问越南。